# Хоптогинский наслег
Хоптогинский наслег (якут. Хоптоҕо нэһилиэгэ) — сельское поселение в Чурапчинском улусе Якутии Российской Федерации.
Административный центр — село Диринг.

## История
Статус и границы сельского поселения установлены Законом Республики Саха (Якутия) от 30 ноября 2004 года N 173-З N 353-III «Об установлении границ и о наделении статусом городского и сельского поселений муниципальных образований Республики Саха (Якутия)»

## Население
| 2002  | 2010  | 2011  | 2012  | 2013  | 2014  | 2015  |
| ----- | ----- | ----- | ----- | ----- | ----- | ----- |
| 1269  | ↗1271 | ↘1270 | ↘1235 | ↘1196 | →1196 | ↗1212 |
| 2016  | 2017  | 2018  | 2019  | 2020  | 2021  |       |
| ↘1196 | ↗1208 | ↘1195 | ↘1189 | ↘1170 | ↘1163 |       |

## Состав сельского поселения
| № | Населённый пункт | Тип населённого пункта       | Население |
| - | ---------------- | ---------------------------- | --------- |
| 1 | Диринг           | село, административный центр | ↘1066     |
| 2 | Улахан-Эбя       | посёлок                      | ↘23       |